# راسيل نوكس
راسيل نوكس (بالإنجليزية: Russell Knox)‏ هو لاعب غولف بريطاني، ولد في 21 يونيو 1985 في إنفرنيس في المملكة المتحدة.

## وصلات خارجية
- راسيل نوكس على موقع رابطة لاعبي الغولف المحترفين (الإنجليزية)
- راسيل نوكس على موقع رابطة أوروبا للاعبي الغولف المحترفين (الإنجليزية)
- راسيل نوكس على موقع التصنيف العالمي الرسمي للغولف (الإنجليزية)